# صندل مؤنف
صندل مؤنف (الاسم العلمي:Santalum acuminatum ) هي نوع نباتي يتبع جنس الصندل من الفصيلة الصندلية. 	.
وهو نوع نبات ينتشر في جنوب أستراليا. ثماره لها طعم ثمار الخوخ لذلك يسمى خَوْخ الصحراء أو الخوخ البري .

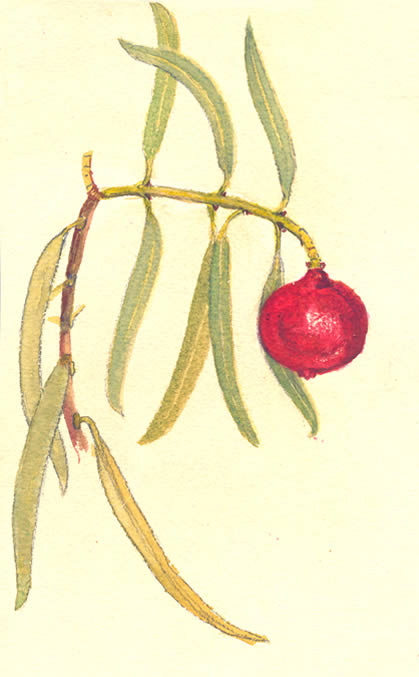
خوخ الصحراء

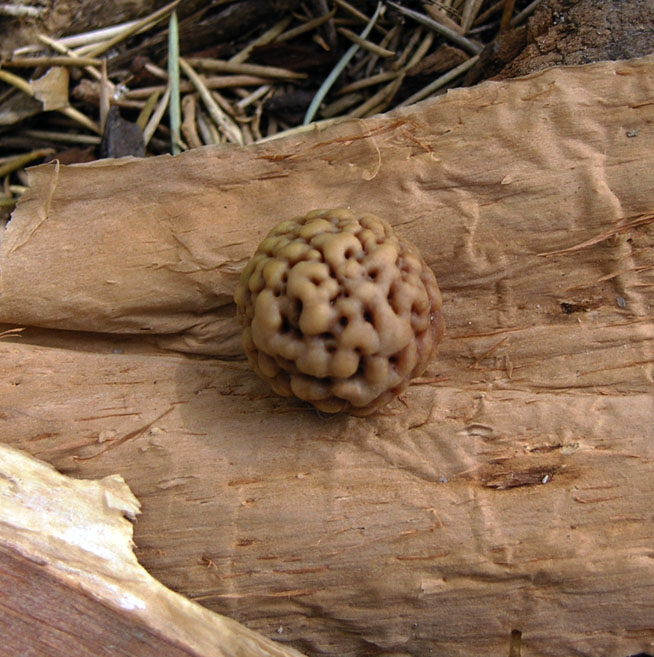
ثمرة خوخ الصحراء